# Rema Namakula
Rema Namakula còn gọi Rema là một nghệ sĩ thu âm nữ Uganda.

## Tiểu sử và giáo dục
Rema được sinh ra tại Bệnh viện Lubaga, vào ngày 24 tháng 4 năm 1991. Cô là con út trong gia đình. Cô học trường tiểu học Kitante, trường trung học cơ sở Saint Balikudembe cho cấp độ O và A. Sau đó, cô theo học Đại học Kyambogo.

## Sự nghiệp
Trong kỳ nghỉ Senior 6, cô ấy bắt đầu hát karaoke. Sau đó, cô đã trở thành một ca sĩ hát bè cho một nữ nhạc sĩ Uganda, Halima Namakula, đã trở thành người thầy của cô. Cô tiếp tục sự nghiệp âm nhạc của mình với vai trò là người hát bè cho Bebe Cool, một nhạc sĩ Uganda ở Gagamel. Năm 2013, Bebe Cool xem truyền hình thấy Rema nói về việc tung ra một album solo, mà Bebe Cool hề hay biết. Sau đó anh thải cô, cô bắt đầu sự nghiệp solo của mình. Trong 2013, cô phát hành "Oli Wange" được viết bởi Nince Henry đã giúp cô trở nên nổi tiếng trong ngành công nghiệp âm nhạc của Uganda.
Năm 2016, Rema Namakula được chọn làm đại diện Uganda tại mùa giải thứ tư của Coke Studio Africa 2016. Cùng với các nghệ sĩ Lydia Jazmine, Eddy Kenzo và Radio and Weasel. Những người tham gia khác bao gồm  2Baba (2Face Idibia) từ Nigeria và Trey Songz đến từ Hoa Kỳ..

## Bài hát thu âm
(1) Oli Wange (2) Katonotono (3) Lean On Me (4) Lowooza Kunze (5) Deep in Love (6) Muchuuzi (7) Atuuse (8) Kukaliba (9) Fire Tonight (10) Ceaze and Sekkle and (11) Banyabo.

## Giải thưởng âm nhạc
HiPipo Music Awards 2013: Won
- Best HiPipo Charts Artist[7]
- Best Breakthrough Artist[7]
- Best Female Artist[7]
- Best R&B Song, "Oli Wange"[7]

HiPipo Music Awards 2014: Won
- Best female Artist of the Year[8]
- Best female Artist (Dancehall)[8]
- Best female RnB song – Kukaliba[8]